# 백선우
백선우는 대한민국의 텔레비전 드라마 각본가이자, 대한민국의 텔레비전 시트콤 각본가이다.

## 집필
- 2006년 KBS 2TV 일일 시트콤 《웃는 얼굴로 돌아보라》(보조작가)
- 2007년 tvN 목금 시트콤 《막돼먹은 영애씨 시즌1》(공동집필)
- 2007년 tvN 목금 시트콤 《막돼먹은 영애씨 시즌2》(공동집필)
- 2008년 tvN 목금 시트콤 《막돼먹은 영애씨 시즌3》(공동집필)
- 2008년 tvN 목금 시트콤 《막돼먹은 영애씨 시즌3》(공동집필)
- 2008년 tvN 목금 시트콤 《막돼먹은 영애씨 시즌4》(공동집필)
- 2009년 tvN 목금 시트콤 《막돼먹은 영애씨 시즌5》(공동집필)
- 2009년 tvN 목금 시트콤 《막돼먹은 영애씨 시즌6》(공동집필)
- 2010년 ~ 2011년 tvN 금요 시트콤 《막돼먹은 영애씨 시즌8》(공동집필)
- 2011년 ~ 2012년 MBC 일일 시트콤 《하이킥 짧은 다리의 역습》(공동집필)
- 2012년 MBC 일일 시트콤 《스탠바이》(공동집필)
- 2013년 tvN 목요 시트콤 《막돼먹은 영애씨 시즌12》(공동집필)
- 2014년 tvN 목요 시트콤 《막돼먹은 영애씨 시즌13》(공동집필)
- 2016년 tvN 월화 미니시리즈 《혼술남녀》(공동집필)
- 2018년 tvN 수목 미니시리즈 《김비서가 왜 그럴까》(공동집필)
- 2021년 tvN 수목 미니시리즈 《간 떨어지는 동거》(공동집필)